# Verrie
Verrie é uma comuna francesa na região administrativa da Pays de la Loire, no departamento de Maine-et-Loire. Estende-se por uma área de 16,49 km². Em 2010 a comuna tinha 485 habitantes (densidade: 29,4 hab./km²).